# نفازولین
نفازولین (به انگلیسی: Naphazoline) به صورت مایع، نام مصطلح ۱-نفتیل متیل ۲-هیدروکلرید ایمیدازولین است. این دارو در گروه دارویی-درمانی داروهای مقلد سمپاتیک، ضداحتقان و تنگ‌کننده عروق چشم طبقه‌بندی می‌شود و به صورت قطره استریل چشمی تجویز می‌شود.

## موارد مصرف
نفازولین برای تسکین موقت احتقان، خارش و تحریکات خفیف بینی و چشم ناشی از آلرژی به عوامل محیطی، سرماخوردگی، گردو غبار، دود، باد، شناوری، عدسی‌های تماسی یا مطالعه و رانندگی زیاد استفاده می‌شود. این دارو برای تخفیف علائم رینیت و سینوزیت نیز بکار می‌رود. بزرگسالان: یک قطره از محلول نفازولین ۰٫۱ درصد هر ۴–۳ ساعت بر حسب نیاز فرد به داخل کیسهٔ ملتحمه چکانده شود.

## مکانیسم اثر
نفازولین یک آمین تقلیدکنندهٔ عمل اعصاب سمپاتیک است که با تحریک مستقیم گیرنده‌های آلفای موجود در شریانچه‌ها، موجب تنگ شدن این عروق و رفع احتقان چشم یا بینی می‌گردد.

## عوارض جانبی
سوزش موقت چشم، خشکی مخاط بینی، واکنش‌های افزایش حساسیت، افزایش فشار داخل چشم، قرمزی چشم، سردرد، تهوع، خستگی، تعریق، و افزایش فشار خون از عوارض این دارو هستند.